# Ronde van Frankrijk 2009/Vijfde etappe
De vijfde etappe van de Ronde van Frankrijk 2009 werd verreden op woensdag 8 juli 2009 over een afstand van 196,5 kilometer. Tijdens de rit zijn de renners van Cap d'Agde naar Perpignan gereden, onderweg moesten er twee bergen van de vierde categorie beklommen worden.

## Verloop
Al vroeg in het begin maakte zich een kopgroep los van het peloton, bestaande uit zes renners. Op ongeveer twee derde van de rit begon ook het peloton te splitsen in een aantal individuele groepen. Vlak voor de finish maakte Thomas Voeckler zich los uit de kopgroep, die inmiddels uit vier renners bestond. Uiteindelijk achterhaalde het peloton de kopgroep, met uitzondering van Voeckler, die de etappe won, en Michail Ignatiev, die nog net tweede werd voor Mark Cavendish.
Robert Gesink kwam in deze etappe ten val en ondanks dat hij de etappe uit reed, bleek hij bij de val zijn pols gebroken te hebben, de volgende etappe startte hij niet.

### Bergsprint
| Beklimming Col de Feuilla na 112,5 km | Beklimming Col de Feuilla na 112,5 km | Beklimming Col de Feuilla na 112,5 km | 4e cat. 4,0 km à 3,3 % | 4e cat. 4,0 km à 3,3 % |
| Plaats                                | Naam                                  | Naam                                  | Punten                 |                        |
| Winnaar                               | Anthony Geslin                        | Anthony Geslin                        | 3                      |                        |
| 2                                     | Michail Ignatiev                      | Michail Ignatiev                      | 2                      |                        |
| 3                                     | Thomas Voeckler                       | Thomas Voeckler                       | 1                      |                        |

| Beklimming Côte de Treilles na 119,5 km | Beklimming Côte de Treilles na 119,5 km | Beklimming Côte de Treilles na 119,5 km | 4e cat. 1,3 km à 4,2 % | 4e cat. 1,3 km à 4,2 % |
| Plaats                                  | Naam                                    | Naam                                    | Punten                 |                        |
| Winnaar                                 | Anthony Geslin                          | Anthony Geslin                          | 3                      |                        |
| 2                                       | Thomas Voeckler                         | Thomas Voeckler                         | 2                      |                        |
| 3                                       | Albert Timmer                           | Albert Timmer                           | 1                      |                        |

### Tussensprints
| Tussensprint Capestang na 40,5 km |                     |        |
| Plaats                            | Naam                | Punten |
| Winnaar                           | Anthony Geslin      | 6      |
| 2                                 | Jawhen Hoetarovitsj | 4      |
| 3                                 | Thomas Voeckler     | 2      |

| Tussensprint Saint-Jean-de-Barrou na 107,5 km |                  |        |
| Plaats                                        | Naam             | Punten |
| Winnaar                                       | Marcin Sapa      | 6      |
| 2                                             | Anthony Geslin   | 4      |
| 3                                             | Michail Ignatiev | 2      |

| Tussensprint Canet-en-Roussillon na 158,5 km |                  |        |
| Plaats                                       | Naam             | Punten |
| Winnaar                                      | Marcin Sapa      | 6      |
| 2                                            | Thomas Voeckler  | 4      |
| 3                                            | Michail Ignatiev | 2      |

## Uitslag
| Rang | Renner             | Land                | Ploeg                  | Tijd      |
| ---- | ------------------ | ------------------- | ---------------------- | --------- |
| 1    | Thomas Voeckler    | Frankrijk           | Bbox Bouygues Télécom  | 4h 29'35" |
| 2    | Michail Ignatiev   | Rusland             | Katjoesja              | op 7"     |
| 3    | Mark Cavendish     | Verenigd Koninkrijk | Team Columbia          | op 7"     |
| 4    | Tyler Farrar       | Verenigde Staten    | Team Garmin-Slipstream | op 7"     |
| 5    | Gerald Ciolek      | Duitsland           | Team Milram            | op 7"     |
| 6    | Danilo Napolitano  | Italië              | Katjoesja              | op 7"     |
| 7    | José Joaquín Rojas | Spanje              | Caisse d'Epargne       | op 7"     |
| 8    | Lloyd Mondory      | Frankrijk           | AG2R-La Mondiale       | op 7"     |
| 9    | Óscar Freire       | Spanje              | Rabobank               | op 7"     |
| 10   | Thor Hushovd       | Noorwegen           | Cervélo                | op 7"     |

## Strijdlustigste renner
| Renner           | Land    | Ploeg     |
| ---------------- | ------- | --------- |
| Michail Ignatiev | Rusland | Katjoesja |

## Algemeen klassement
| Rang | Renner            | Land                | Ploeg                  | Tijd       |
| ---- | ----------------- | ------------------- | ---------------------- | ---------- |
|      | Fabian Cancellara | Zwitserland         | Team Saxo Bank         | 15h 07'49" |
| 2    | Lance Armstrong   | Verenigde Staten    | Astana                 | op 0'00"   |
| 3    | Alberto Contador  | Spanje              | Astana                 | op 19"     |
| 4    | Andreas Klöden    | Duitsland           | Astana                 | op 23"     |
| 5    | Levi Leipheimer   | Verenigde Staten    | Astana                 | op 31"     |
| 6    | Bradley Wiggins   | Verenigd Koninkrijk | Team Garmin-Slipstream | op 38"     |
| 7    | Haimar Zubeldia   | Spanje              | Astana                 | op 51"     |
| 8    | Tony Martin       | Duitsland           | Team Columbia          | op 52"     |
| 9    | David Zabriskie   | Verenigde Staten    | Team Garmin-Slipstream | op 1' 06"  |
| 10   | David Millar      | Verenigd Koninkrijk | Team Garmin-Slipstream | op 1' 07"  |

## Nevenklassementen

### Puntenklassement
| Rang | Renner         | Land                | Ploeg                  | Punten |
| ---- | -------------- | ------------------- | ---------------------- | ------ |
|      | Mark Cavendish | Verenigd Koninkrijk | Team Columbia          | 96     |
| 2    | Thor Hushovd   | Noorwegen           | Cervélo                | 70     |
| 3    | Tyler Farrar   | Verenigde Staten    | Team Garmin-Slipstream | 54     |

### Bergklassement
| Rang | Renner          | Land      | Ploeg              | Punten |
| ---- | --------------- | --------- | ------------------ | ------ |
|      | Jussi Veikkanen | Finland   | Française des Jeux | 9      |
| 2    | Tony Martin     | Duitsland | Team Columbia      | 6      |
| 3    | Anthony Geslin  | Frankrijk | Française des Jeux | 6      |

### Jongerenklassement
| Rang | Renner          | Land      | Ploeg         | Tijd       |
| ---- | --------------- | --------- | ------------- | ---------- |
|      | Tony Martin     | Duitsland | Team Columbia | 15h 08'41" |
| 2    | Roman Kreuziger | Tsjechië  | Liquigas      | 15h 09'20" |
| 3    | Vincenzo Nibali | Italië    | Liquigas      | 15h 09'25" |

### Ploegenklassement
| Rang | Land             | Ploeg          | Tijd       |
| ---- | ---------------- | -------------- | ---------- |
|      | Kazachstan       | Astana         | 43h 49'39" |
| 2    | Denemarken       | Team Saxo Bank | 43h 52'12" |
| 3    | Verenigde Staten | Team Columbia  | 43h 52'24" |

1e etappe ·
2e etappe ·
3e etappe ·
4e etappe ·
5e etappe ·
6e etappe ·
7e etappe ·
8e etappe ·
9e etappe ·
10e etappe ·
11e etappe ·
12e etappe ·
13e etappe ·
14e etappe ·
15e etappe ·
16e etappe ·
17e etappe ·
18e etappe ·
19e etappe ·
20e etappe ·
21e etappe
Startlijst · Eindstanden · Afbeeldingen